# Юрта

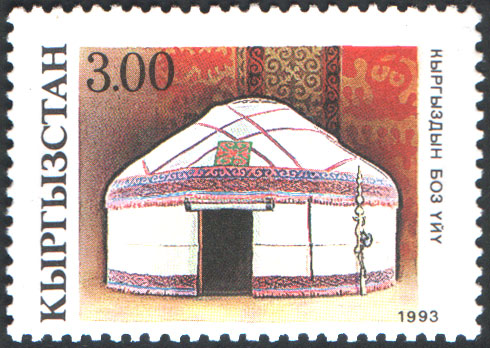
Юрта на почтовой марке Кыргызстана

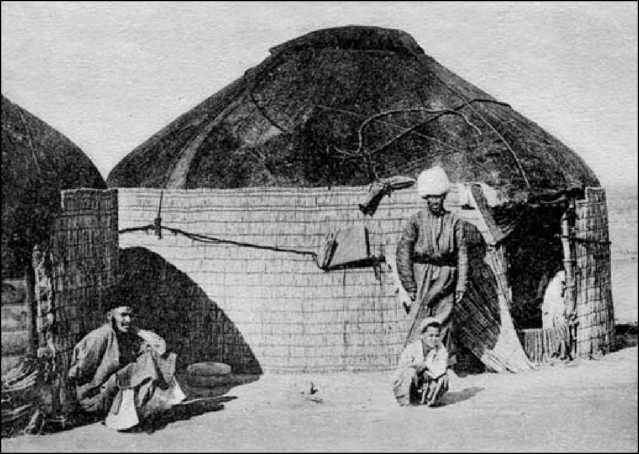
Текинская кибитка

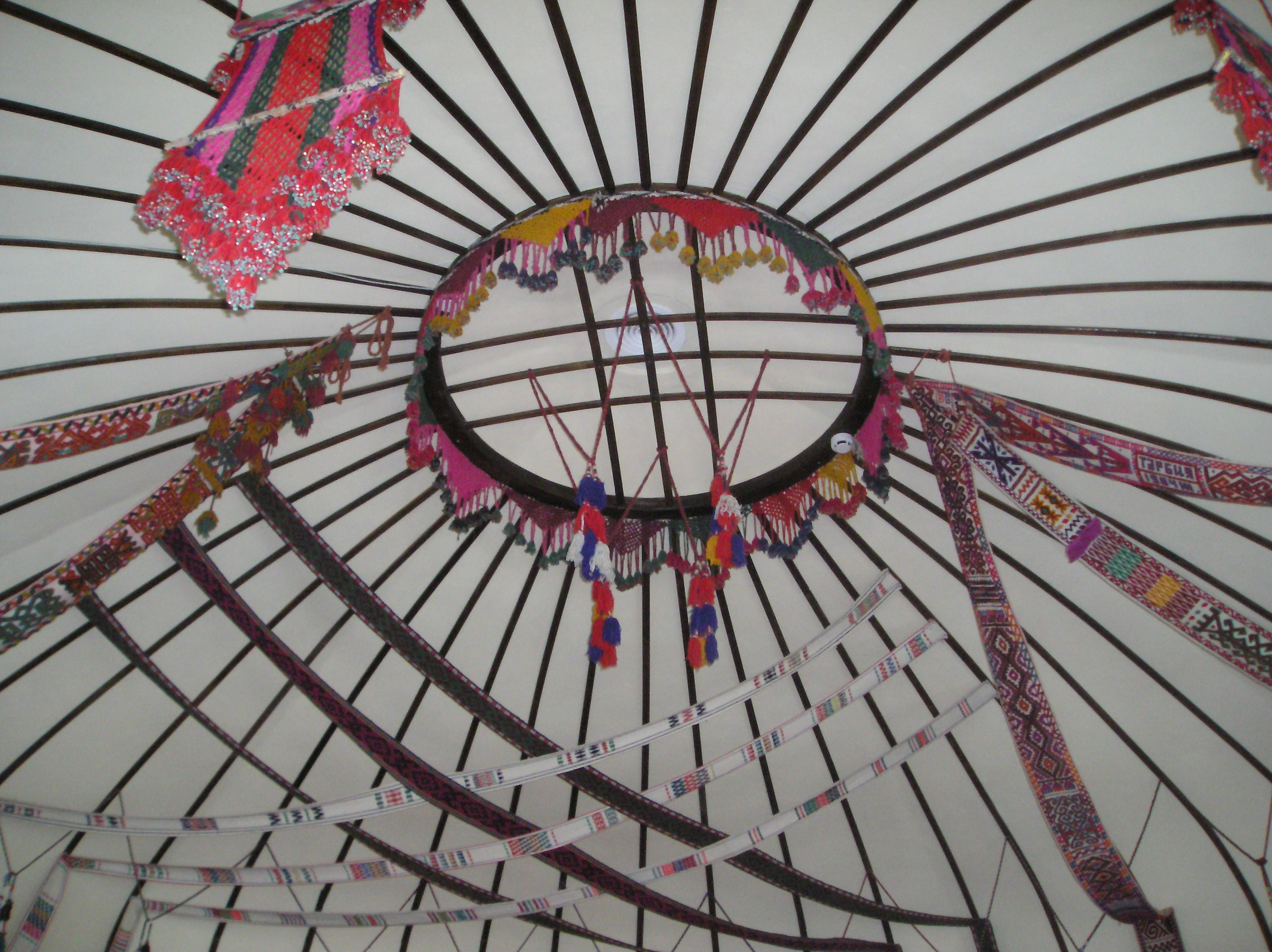
Казахский шанырак

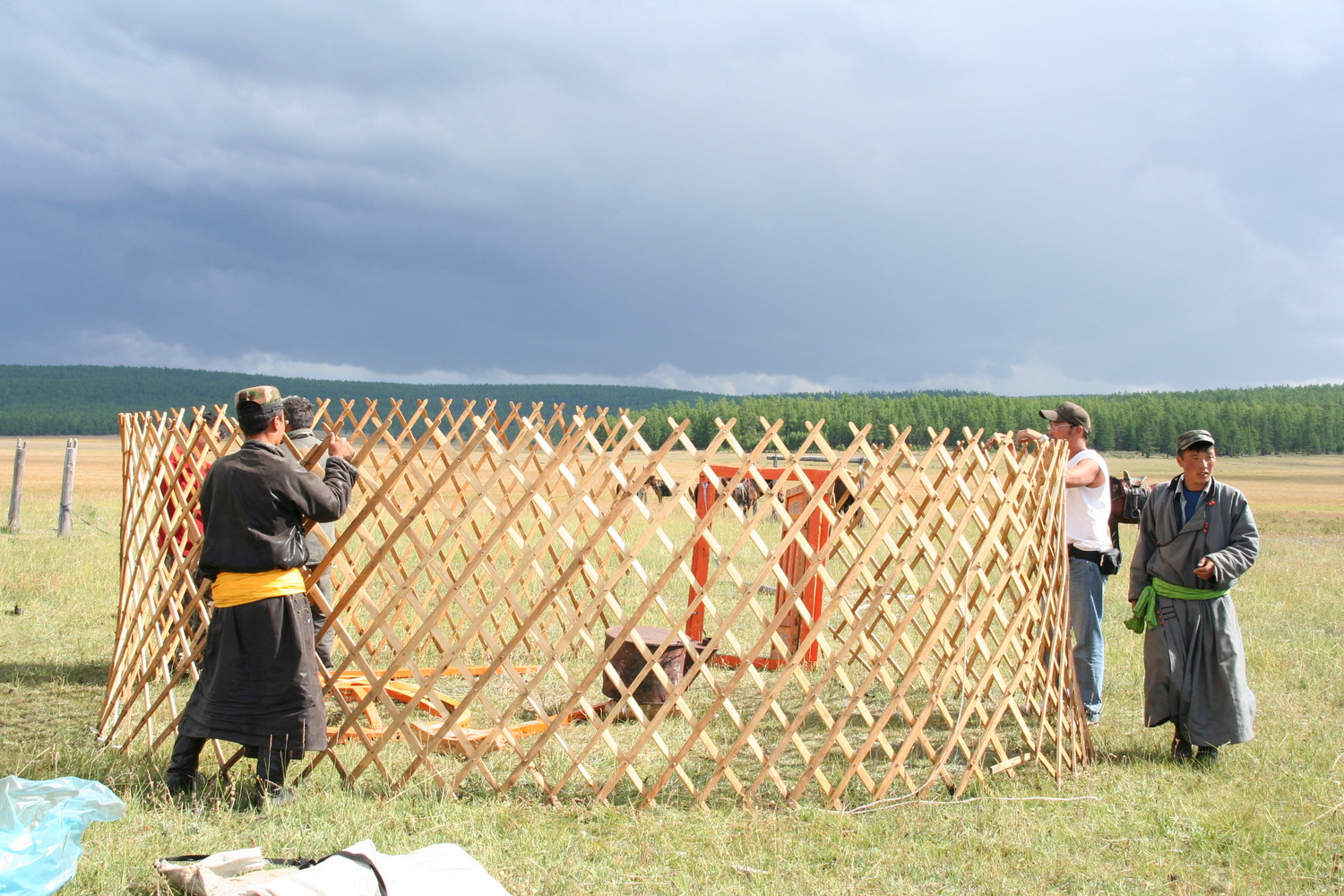
Деревянный каркас юрты

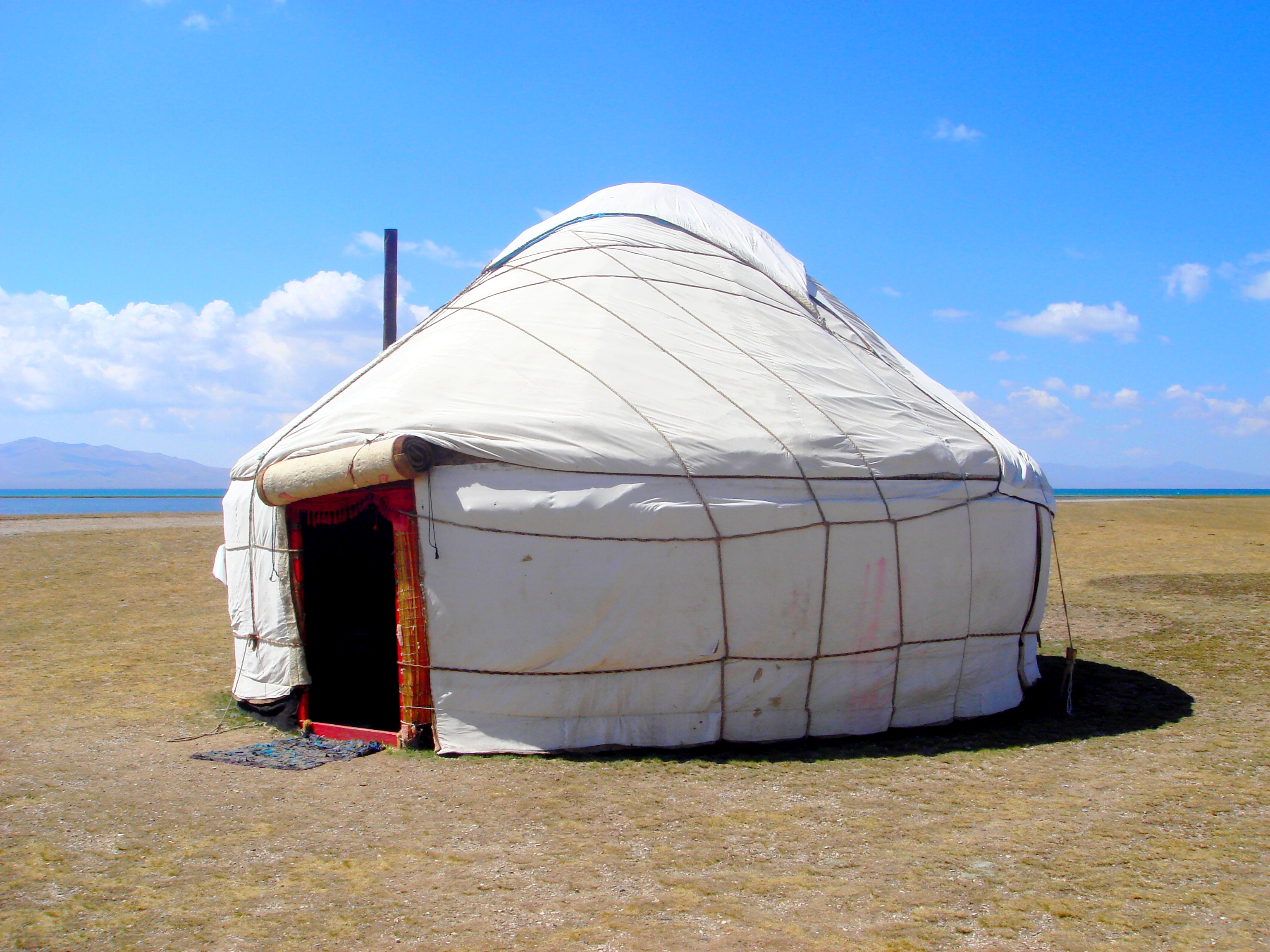
Киргизская юрта

Ю́рта (также устар. «кибитка») — переносное каркасное жилище с войлочным покрытием у тюркских и монгольских кочевников.

## Этимология
Изначально слово юрт означало в тюркских языках «место стоянки, стойбище», а затем получило значение «жилище, дом». В русском языке слово получило конечный звук «-а» под влиянием таких слов, как «изба, хата». 
Слово «юрта» пришло в русский язык из тюркских языков. Оно восходит к общетюркскому корню jurt / йурт, который изначально означал «жилище», «дом», «место проживания» или «родина». В тюркских языках это слово имеет широкий спектр значений, связанных с жильём и родными местами.
В русский язык слово «юрта» вошло в значении традиционного переносного жилища кочевых народов Центральной Азии, таких как монголы, казахи, киргизы и другие.
В современном монгольском языке слово «юрта» (гэр) синонимично «дому».

## История
Возможно, прообразом юрты в эпоху поздней бронзы XII—IX веках до нашей эры являлись жилища андроновцев. Древнейшие визуальные изображения юрты (вернее, верблюдов, навьюченных деталями юрты) дошли на погребальных статуэтках середины I тысячелетия н. э. из Северного Китая. Разнообразный материал, характеризующий развитие юрты со времён монгольских завоеваний XIII века, содержится в китайских, а также среднеазиатских, иранских и турецких миниатюрах.
Устройство юрты у тюрок и монголов несколько различается. Туркменские юрты имеют двустворчатые деревянные двери. В казахских и киргизских юртах вместо деревянной двери зачастую используется также и войлочный полог. Двустворчатые деревянные двери были в татарских юртах 1920-х годов. Казахские юрты ниже киргизских из-за сильных ветров в степи. Монгольские, бурятские и тувинские юрты из-за прямых потолочных жердей — ещё ниже. Некоторые представления о мобильных жилищах древних кочевников дают наскальные изображения.
Сейчас юрты используются и для туристического отдыха. В этом случае они могут иметь богатое убранство.
Несмотря на то, что классическая юрта — это сложное по конструкции сооружение, имеющее большое количество деталей, сегодня в русском языке «юртой» могут называть любое примитивное переносное жилище на каркасе из жердей, покрытое шкурами или корой, например, яранги и чумы сибирских и северных народов.

## Устройство юрты и её сборка
Юрта — это круглое каркасное жилище, покрытое войлоком или кожей, которое легко собирается и разбирается, что идеально подходит для кочевого образа жизни.
Юрта полностью удовлетворяет потребностям кочевника в силу своего удобства и практичности. Она быстро собирается и легко разбирается силами одной семьи в течение одного часа. Она легко перевозится на верблюдах, лошадях или автомашине, её войлочное покрытие не пропускает дождь, ветер и холод. 

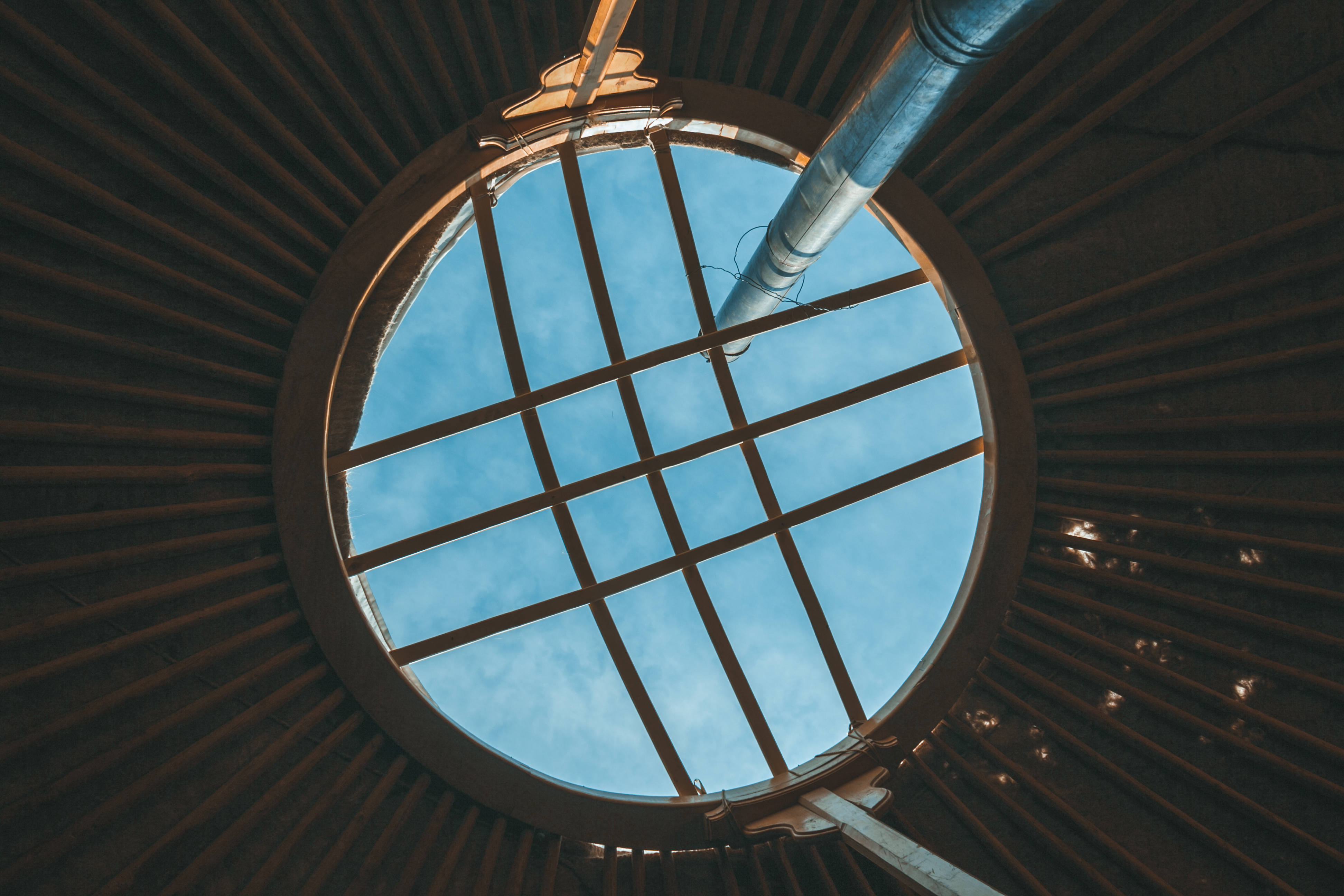
Дымовой выход тувинской юрты; видны две центральные опоры

Отверстие на вершине купола служит для дневного освещения и позволяет пользоваться очагом. Основные части юрты: кереге/канат (решётчатые складные стенки), уук/уык (жерди, составляющие купол), тюндюк/шанырак (круг на вершине купола, скрепляющий жерди), ергенек (дверца входа), кошма, покрывающая все сооружение. Для формирования решётчатых стенок (кереге) используется тесьма из сыромятной кожи, называемая кок. Юрты монгольского типа (монгольские, бурятские, калмыцкие и тувинские) имеют пару подпорок по центру для поддержания низкого свода. Тюркские (киргизские, казахские, башкирские, туркменские и каракалпакские) юрты обходятся без подпорок за счёт более высокого свода и стяжки ремнями по периметру. Юрта и поныне используется во многих случаях животноводами Казахстана, Кыргызстана и Монголии ввиду своей практичности. Особенностью юрты является то, что она позволяет легко регулировать освещенность и вентиляцию. Дым выходит через открытый тундюк/шанырак — решётчатый круг/отверстие в центре купола, не заполняя помещение. Оно же служит днём для освещения, а ночью легко прикрывается (достаточно потянуть аркан), что позволяет сохранить тепло. В жаркую погоду можно поднять вверх боковые кошмы, в таком случае юрта легко проветривается с любой стороны сквозь решётчатые стенки (кереге), позволяя людям сидеть в прохладной, обдуваемой тени. Почётное место в юрте (тёр), куда сажают дорогих гостей, расположено прямо напротив входа, рядом с сундуками и сложенными стопкой постельными принадлежностями, стоящей на подставке-жукаяке.
Монгольская юрта, как правило, ориентирована по оси север — юг. Вход — с южной стороны. Сторона юрты, где хранится алтарь с изображением богов, находится на севере. В центре юрты расположен очаг.
Изнутри юрта делится на две половины. У монголов восток — женская, а запад — мужская. На мужской половине — ближе к двери, то есть ближе к земле, — находится постель хозяев. Здесь развешивается оружие мужчины, конская упряжь, талисманы. На женской — девичьей — постель невесты — дочери хозяина. Ниже — к двери — посудный шкаф, ступа для взбивания кумыса — символ достатка. Эта половина — гостевая.
Киргизская юрта обычно обращена выходом на восток. Правая сторона (при взгляде снаружи) от входа — женская (эпчи жак) с домашней утварью, левая — мужская (эр жак) — для ружья, уздечки, седла и т. п., напротив входа — почётное место (төр/tör), центр юрты — место для очага. Юрта обычно покрывается войлоком с серым оттенком. Отсюда её название — боз үй «серый дом». Богатые юрты покрыты белым войлоком и называются ак үй «белый дом».

## Современное состояние
В современных условиях развития туризма в Центральной Азии многие народы развивают юрточный туризм — например, многие гости Киргизии, Монголии и Казахстана могут пожить некоторое время в юртах кочевников. Этот вид отдыха стал отдельным направлением туризма — Джайлоо-туризм. Во многих городах можно встретить рестораны или туристические объекты со стилизованными или натуральными юртами.
В Туве юрты используются в качестве туристических объектов: две юрты стоят прямо перед Национальным музеем Республики Тыва «Алдан-Маадыр». В местечке Алдын-Булак стоит одноимённый этнотуристический центр, выполненный в тувинском стиле с юртами и чумами, где имеются все удобства современной жизни. А также по всей Тыве в туристических местах можно встретить юрты.
На территории Горного Алтая туристы могут остановиться в юрточных кемпингах, а также в юртах чабанов непосредственно на пастбищах. Стоит отметить, что традиционные юрты можно встретить только в южных районах республики. В Улаганском и Кош-Агачском аймаках, в районах проживания казахского и теленгитского населения, аутентичные юрты устанавливаются для проживания туристов. В более северных районах турфирмы устанавливают не аутентичные имитации жилищ кочевников.

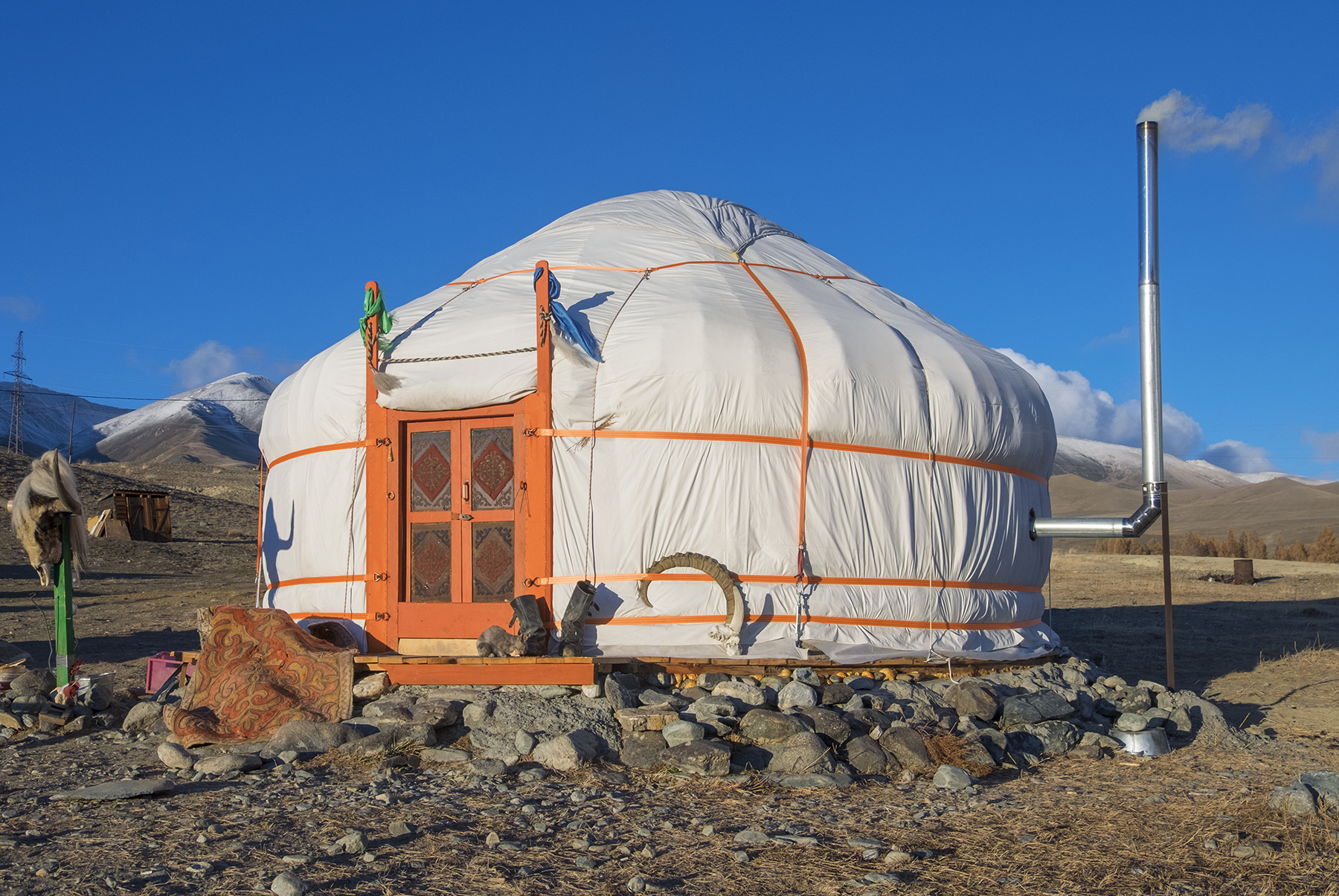
Казахская юрта, оборудованная для использования в туризме.
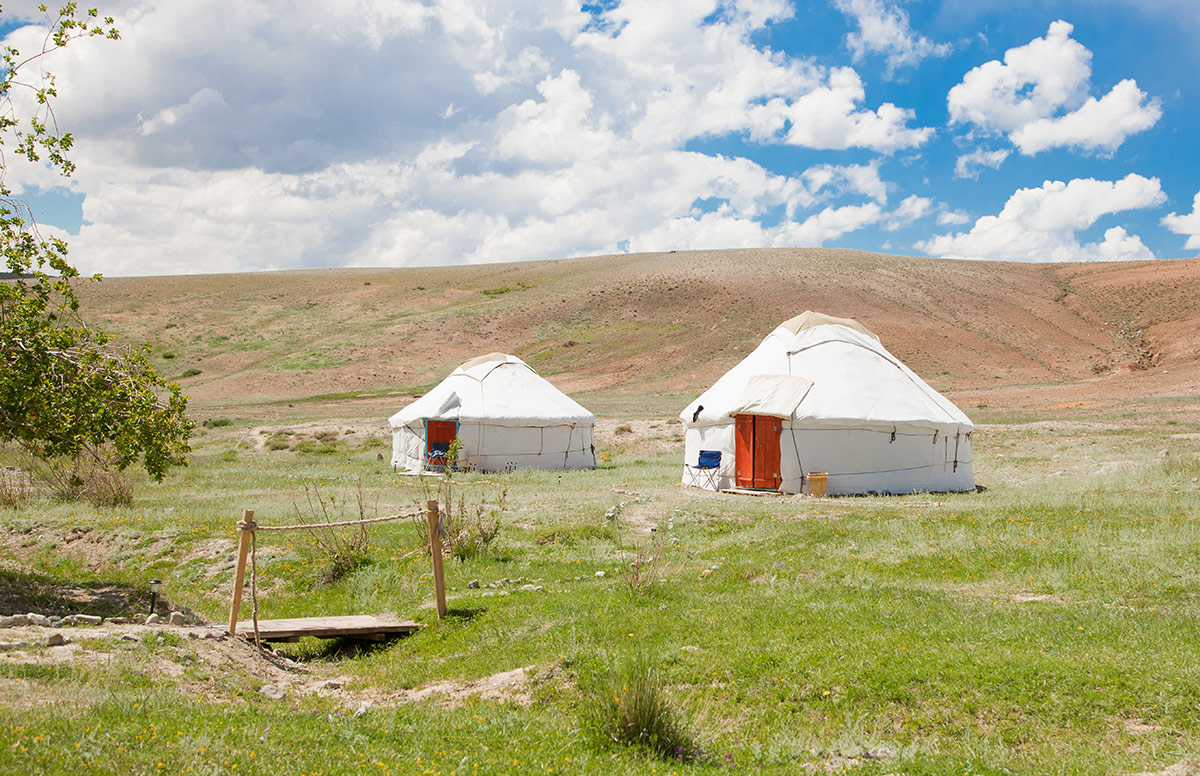
Теленгитские юрты кемпинга «Тыдтуярык».
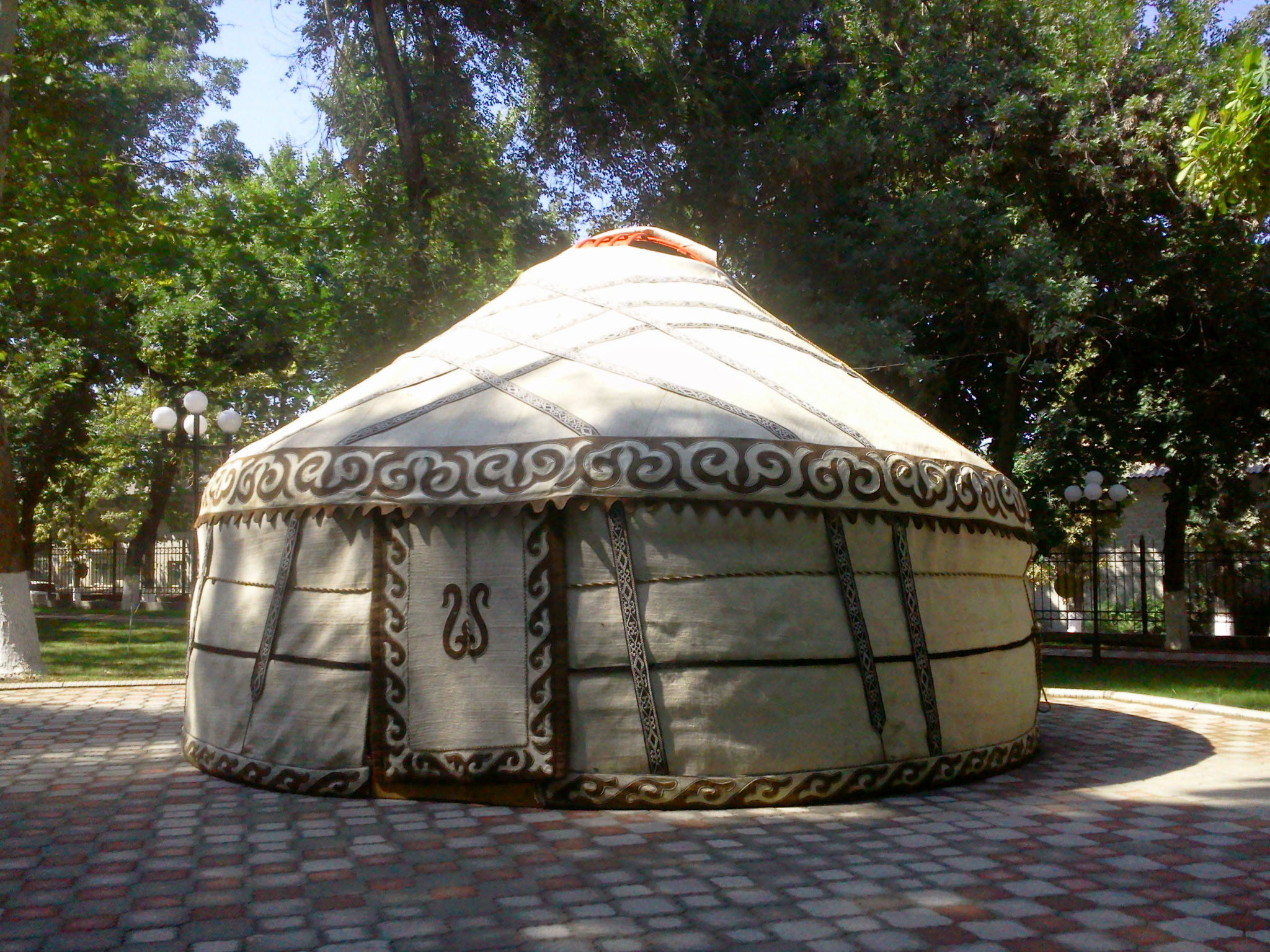
Юрта в сквере у кинотеатра «Кыргызстан» в городе Ош.
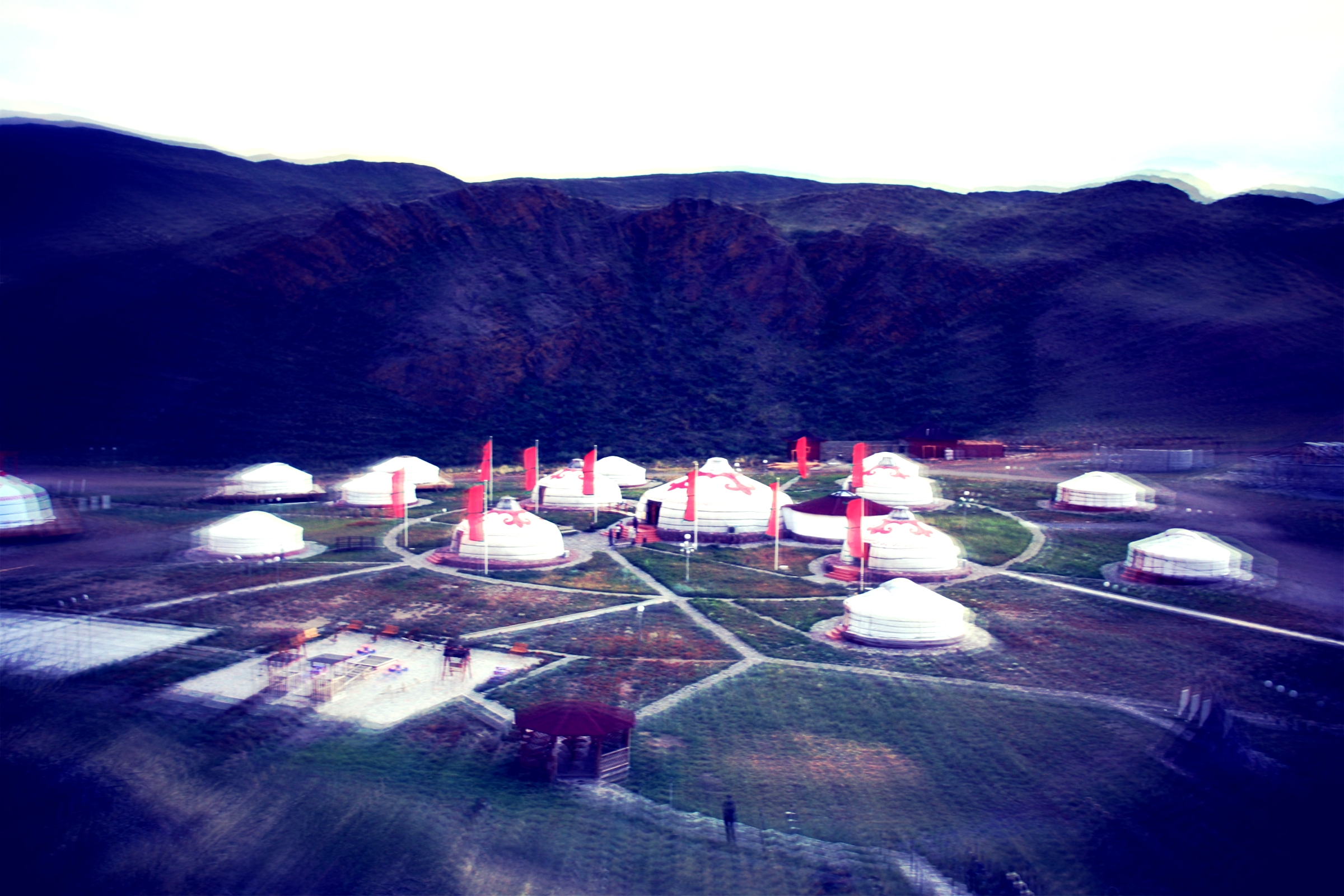
Современные юрты в этнокультурном комплексе «Алдын-Булак».
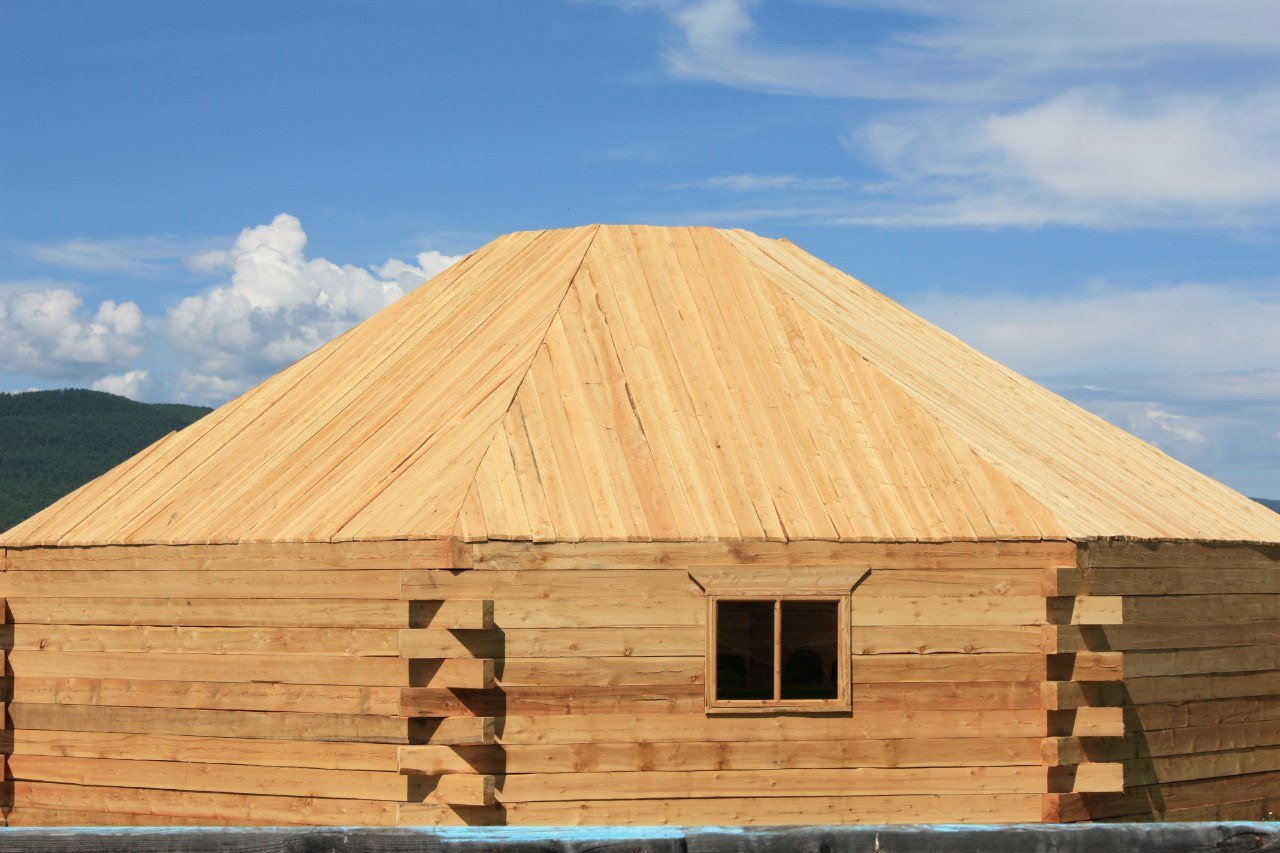
Строящаяся деревянная юрта в Закаменском районе Бурятии, Россия.
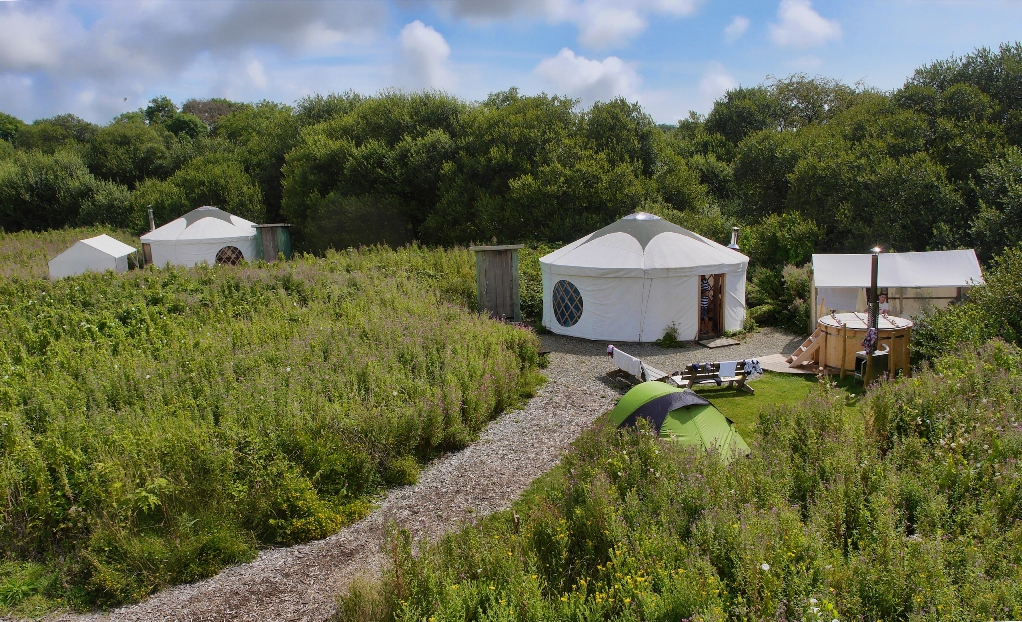
Один из глэмпингов с полупостоянными юртами в Уэльсе

## Юрта в топонимике и этнонимике
В Дагестане, Ингушетии, Чечне «юрт» является одной из основ названий населённых пунктов: Верхний Юрт, Бабаюрт, Кизилюрт, Ножай-Юрт, Толстой-Юрт, Хасавюрт, Сержень-Юрт. Эти названия вероятнее всего даны тюркскими жителями Северного Кавказа, возможно ногайцами и кумыками.
Также в Иркутской области существует железнодорожная станция и посёлок городского типа Юрты. Есть другие населённые пункты с этим названием (см. Юрты) в местностях, где проживали тюркоязычные народы или казаки.
В Астраханской области один из местных народов носит название юртовые ногайцы.

## Юрта в архитектуре

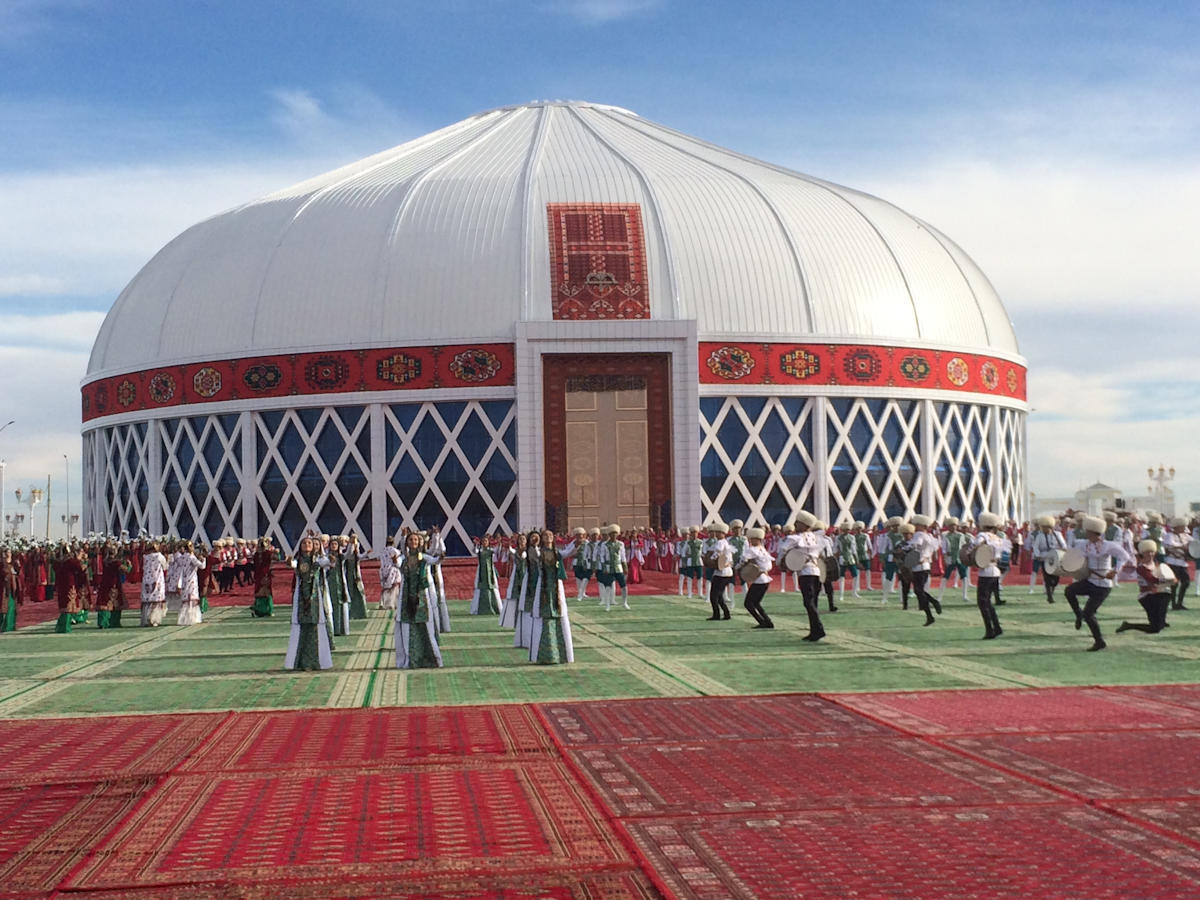
Одно из крупнейших в мире зданий, стилизованных под юрту, находится в Марах, Туркменистан.

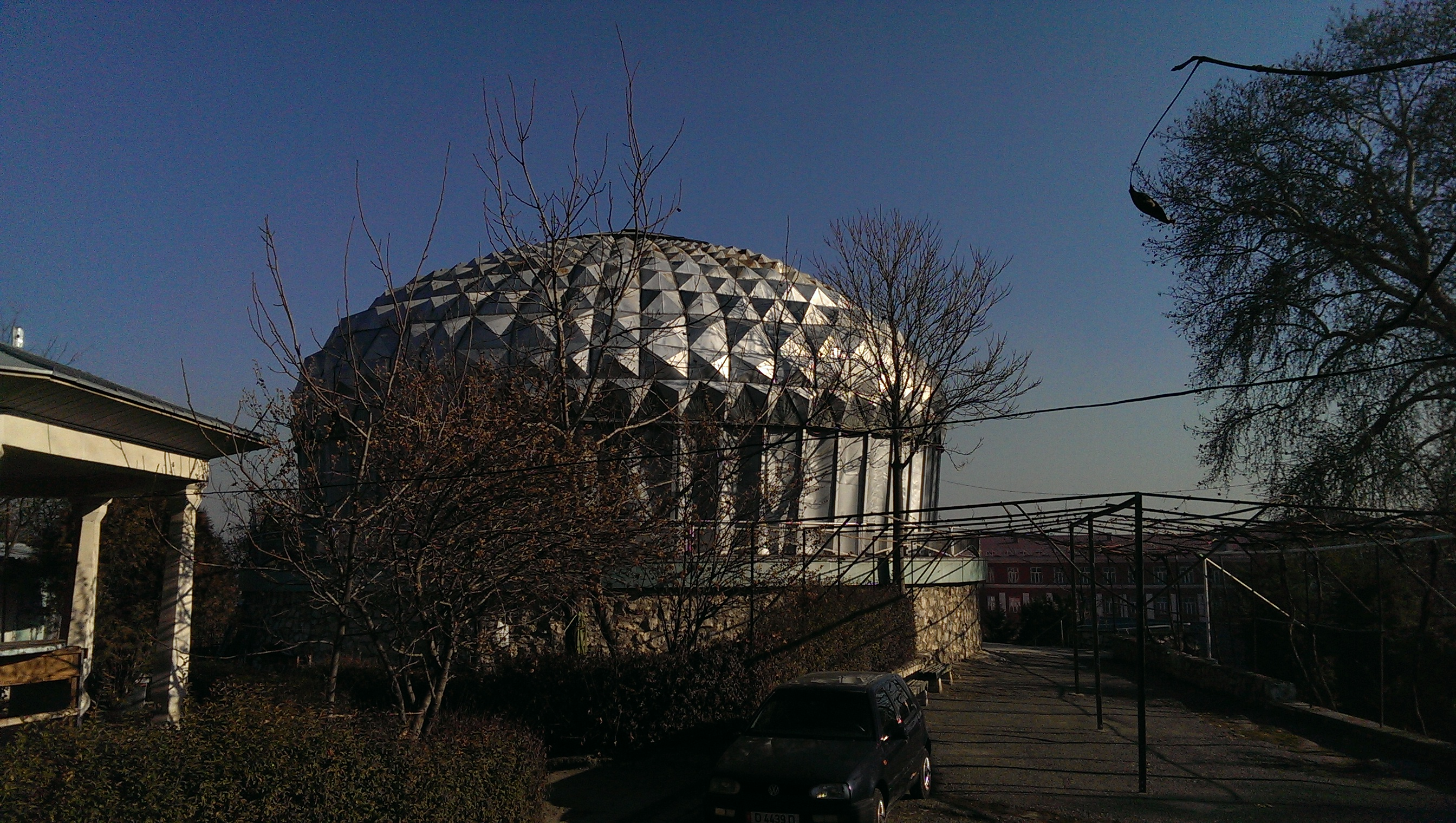
Строение «Ак-Өргө» в городе Ош, Киргизия.

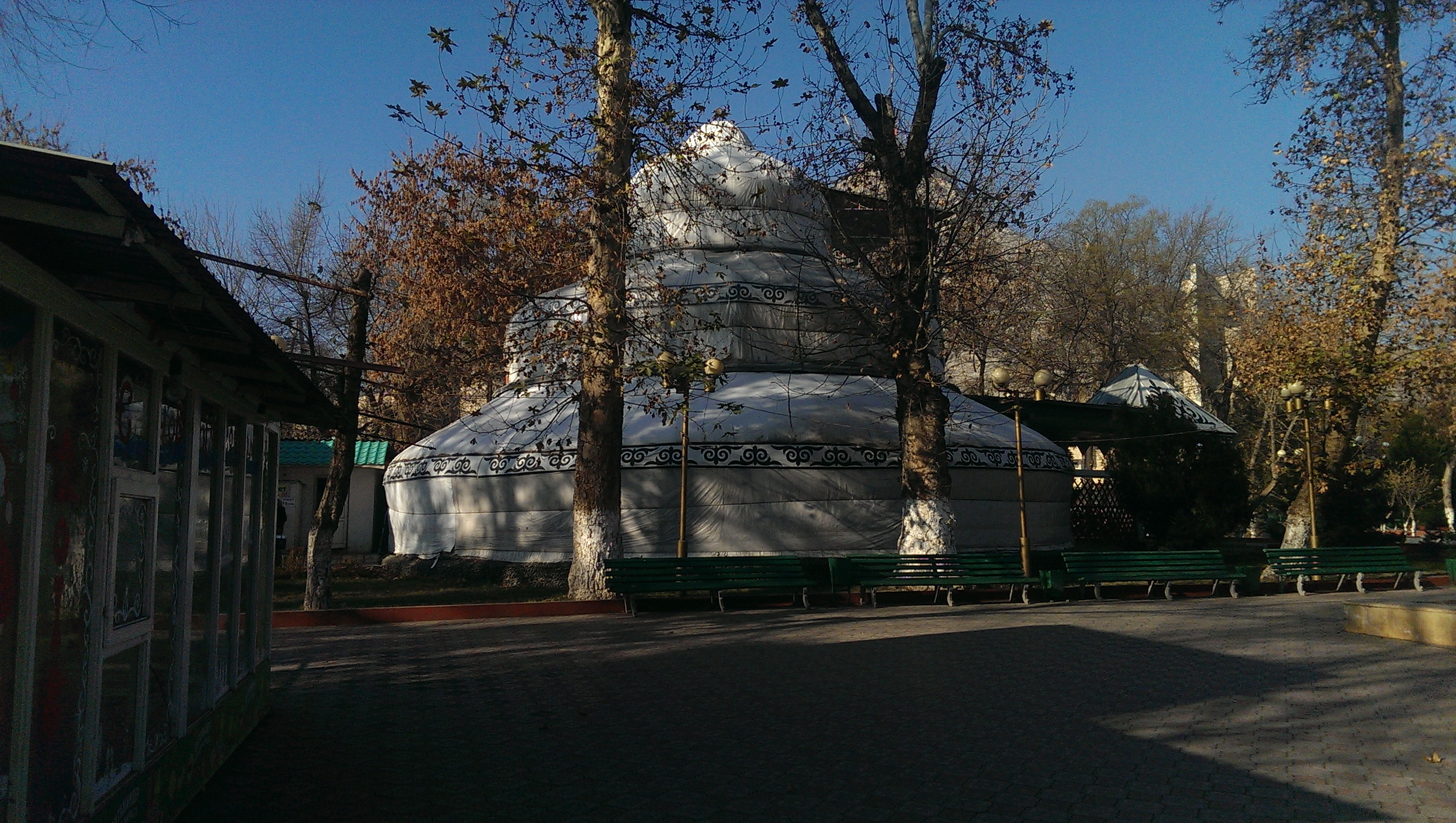
Трёхъярусная юрта в сквере города Ош.

В Алма-Ате форму юрты имеет ресторан «Аул», здание цирка и другие культурные объекты.
В 2015 году в туркменском городе Мары было построено крупнейшее в Туркменистане здание, стилизованное под юрту на 3000 человек, диаметром в 70 метров и высотой 35 метров. Самое крупное в мире здание в виде юрты построено в автономной Кызылсуу-Кыргызской области КНР. Оно имеет три этажа.
В киргизском городе Ош у подножия горы Сулайман-Тоо имеется строение в виде юрты Ак-Өргө. Диаметр стилизованной юрты около 17 метров. Изначально это был магазин национальных сувениров, впоследствии свадебная фотостудия. В расположенном рядом сквере имеется трёхъярусная юрта, изготовленная к празднованию 1000-летия эпоса «Манас». В настоящее время она используется как этнографический музей.

## Галерея

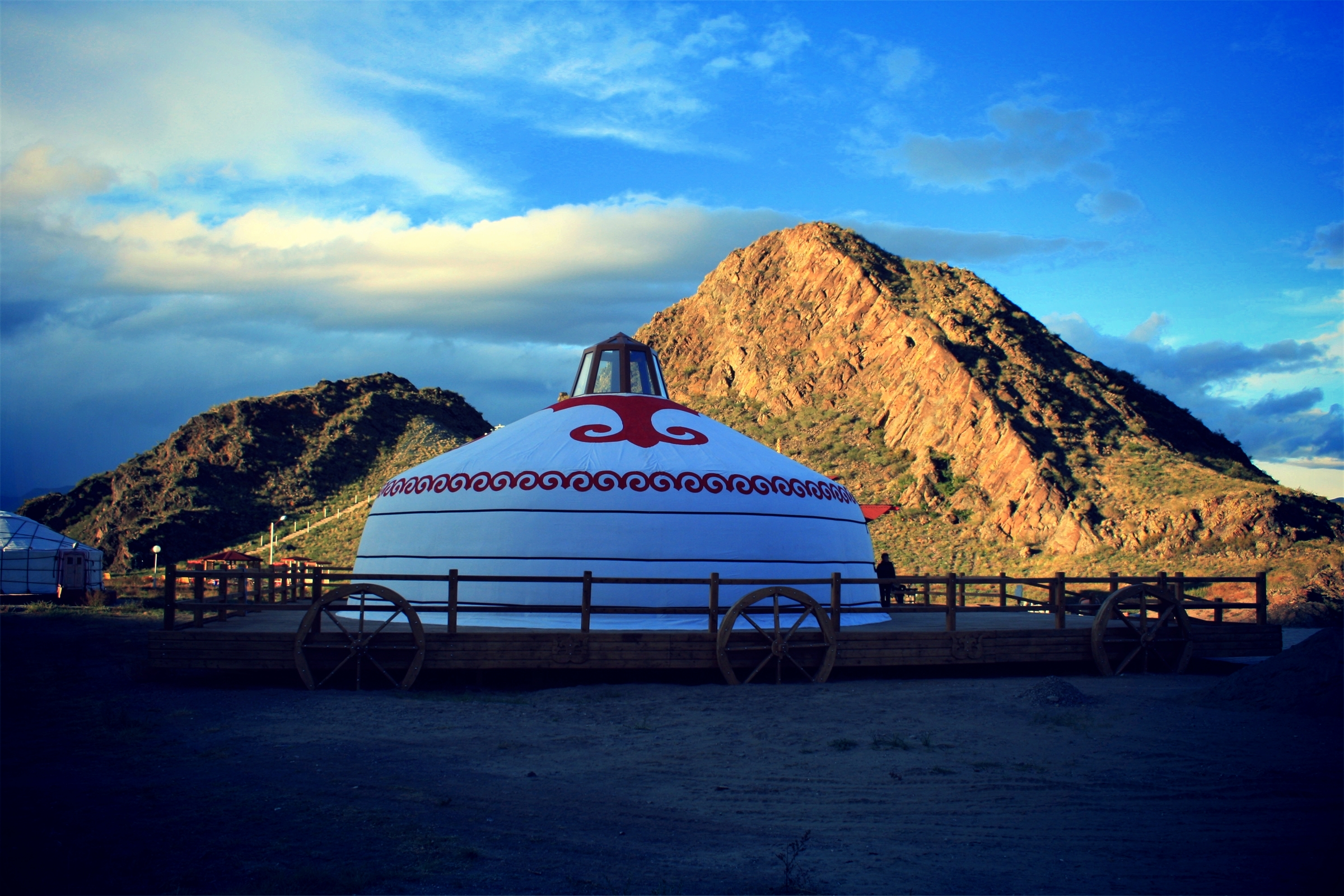
Тувинская юрта в этнокультурном комплексе «Алдын-Булак», Тыва
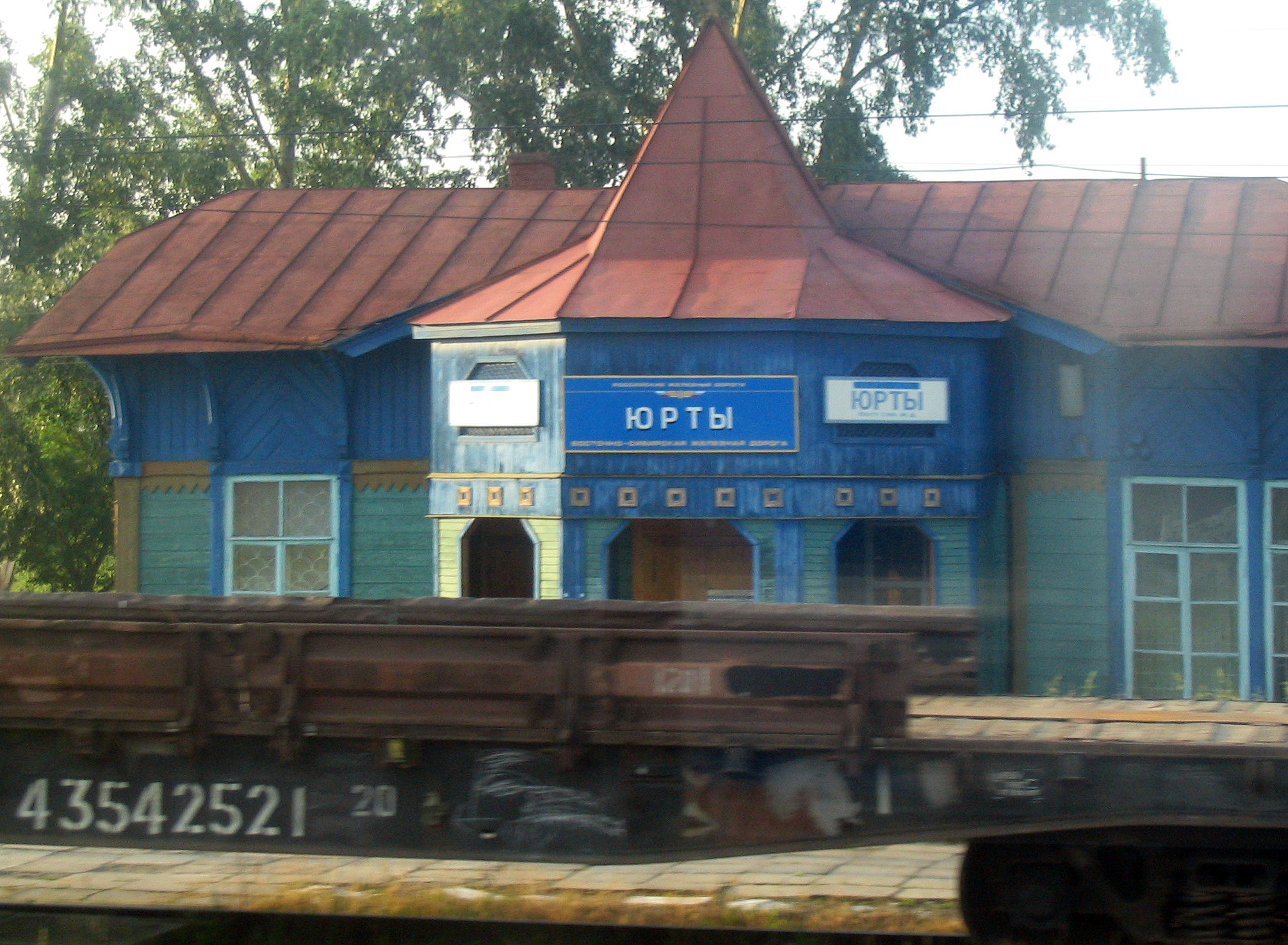
Станция Юрты Восточно-Сибирской ЖД
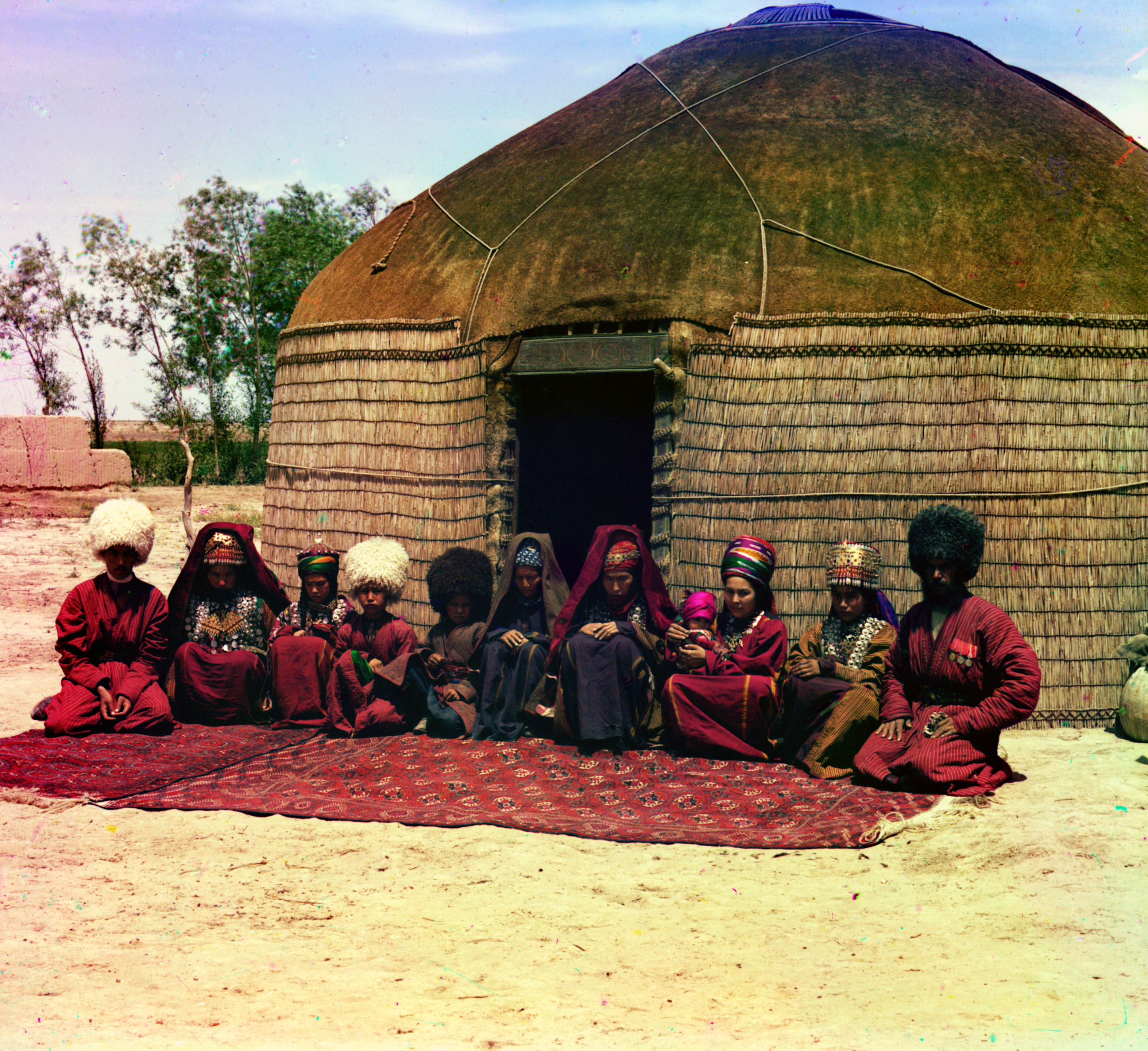
Семья текинца, сидящая на ковре перед юртой. Фото С. М. Прокудина-Горского (1911).
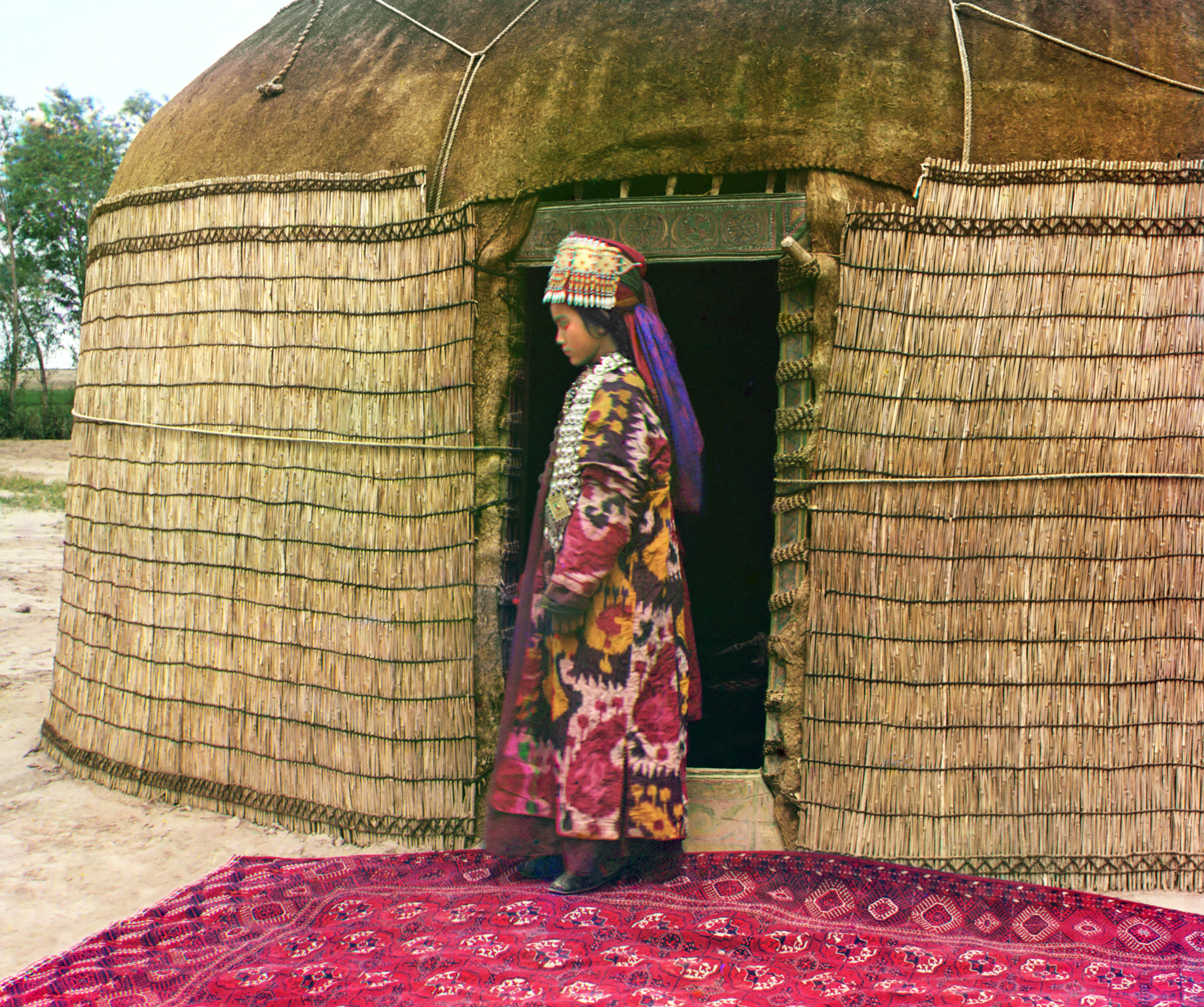
Младшая жена текинца в парадной одежде у входа в юрту. Фото С. М. Прокудина-Горского (1911).
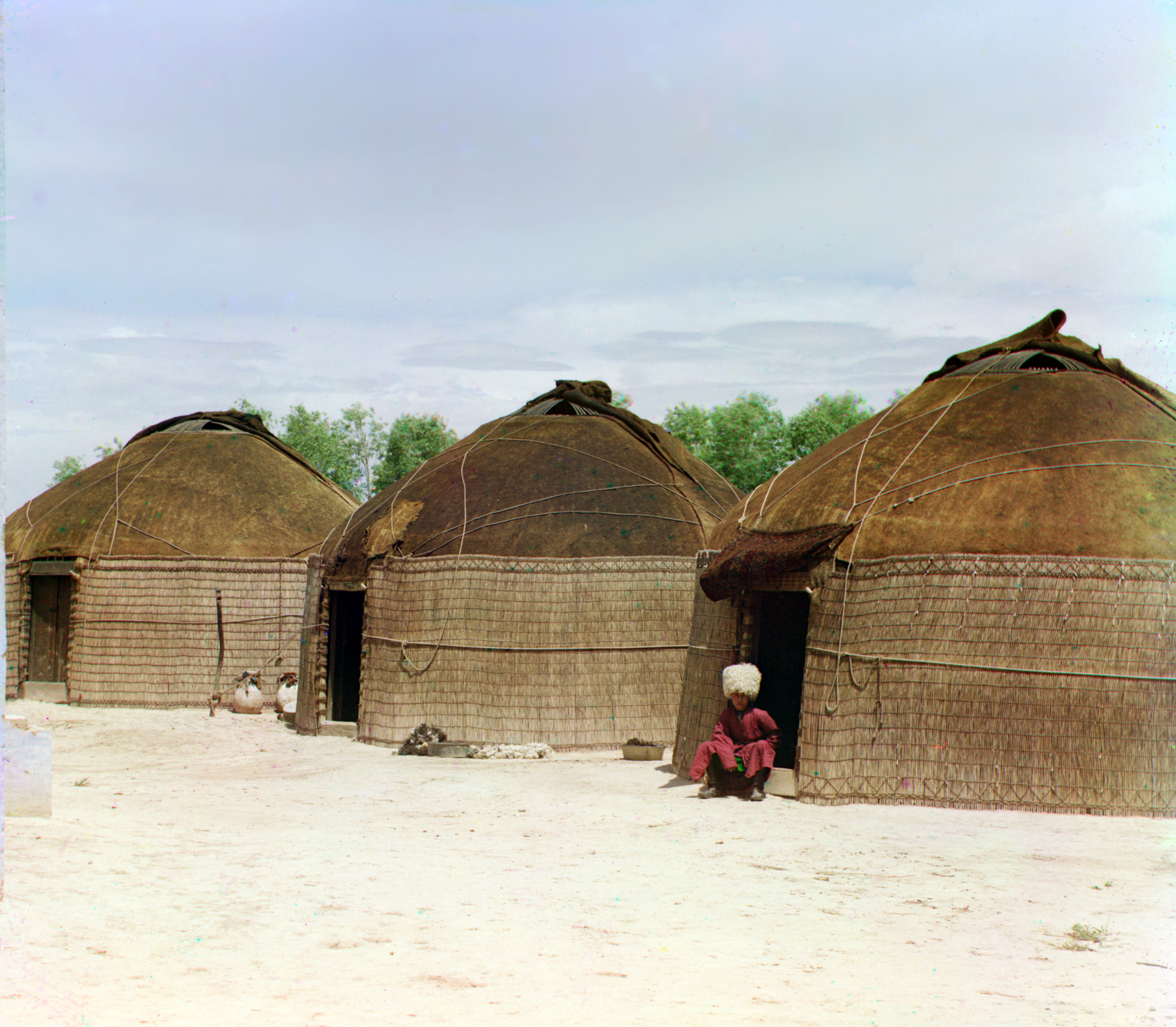
Текинские юрты. Фото С. М. Прокудина-Горского (1911).
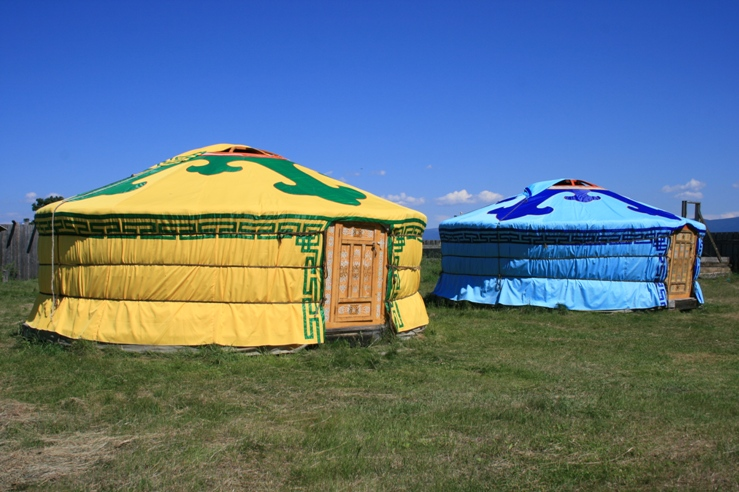
Бурятские юрты в степи
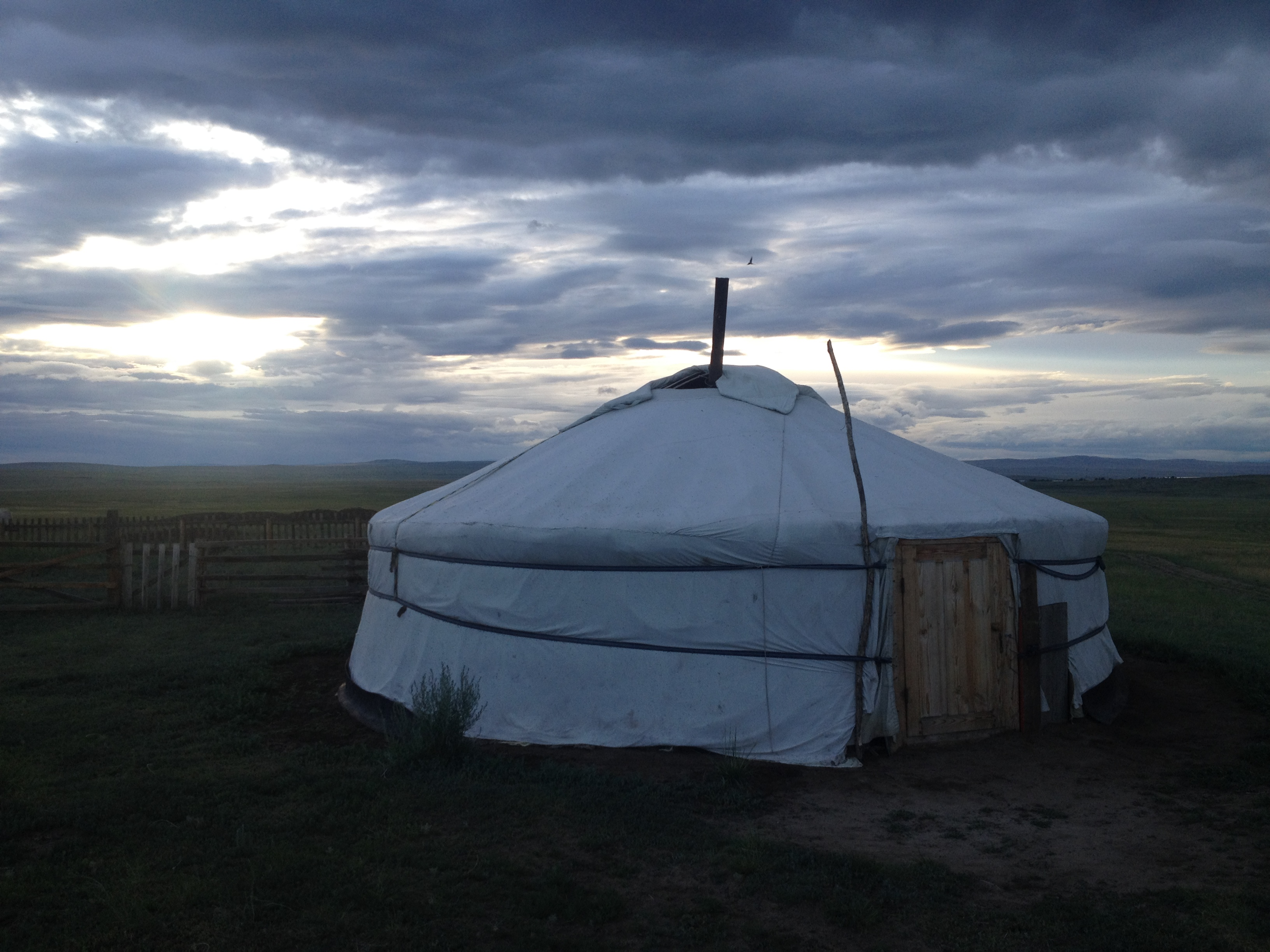
Тувинская юрта на чабанской стоянке
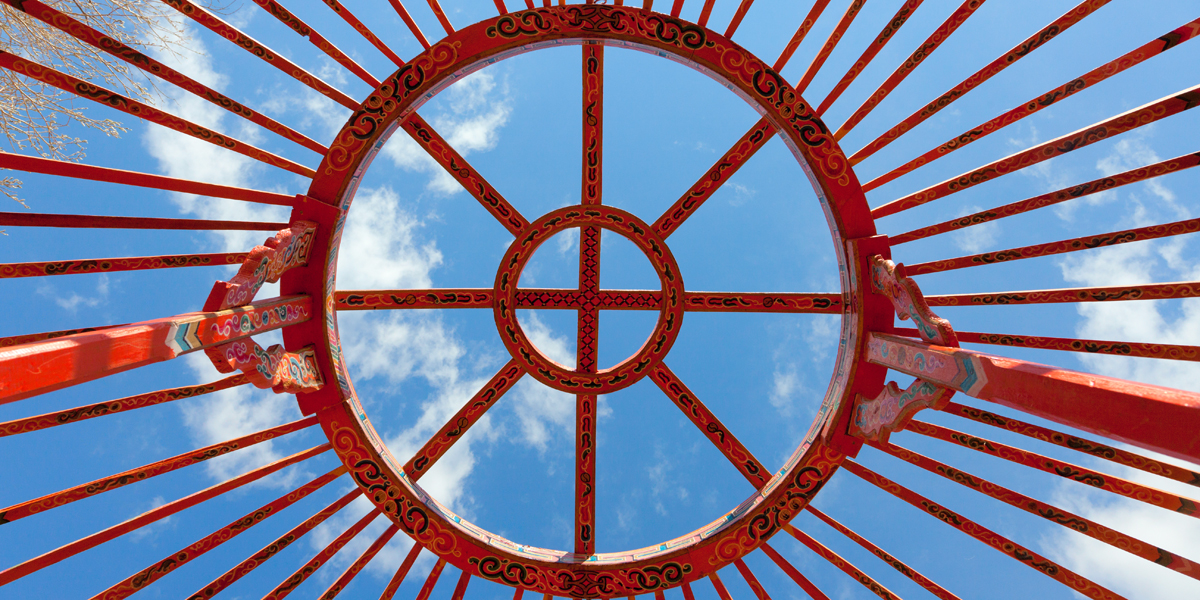
Шанырак монгольской юрты
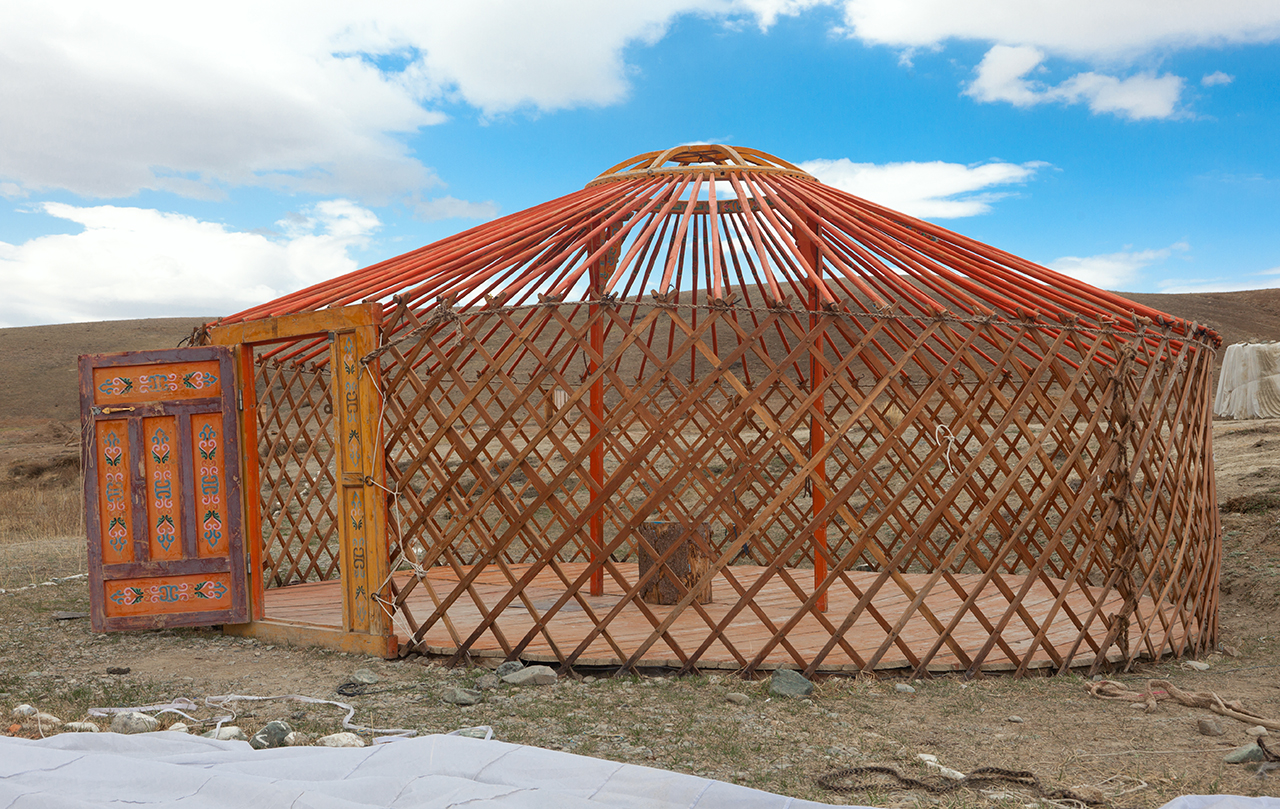
Каркас монгольской юрты
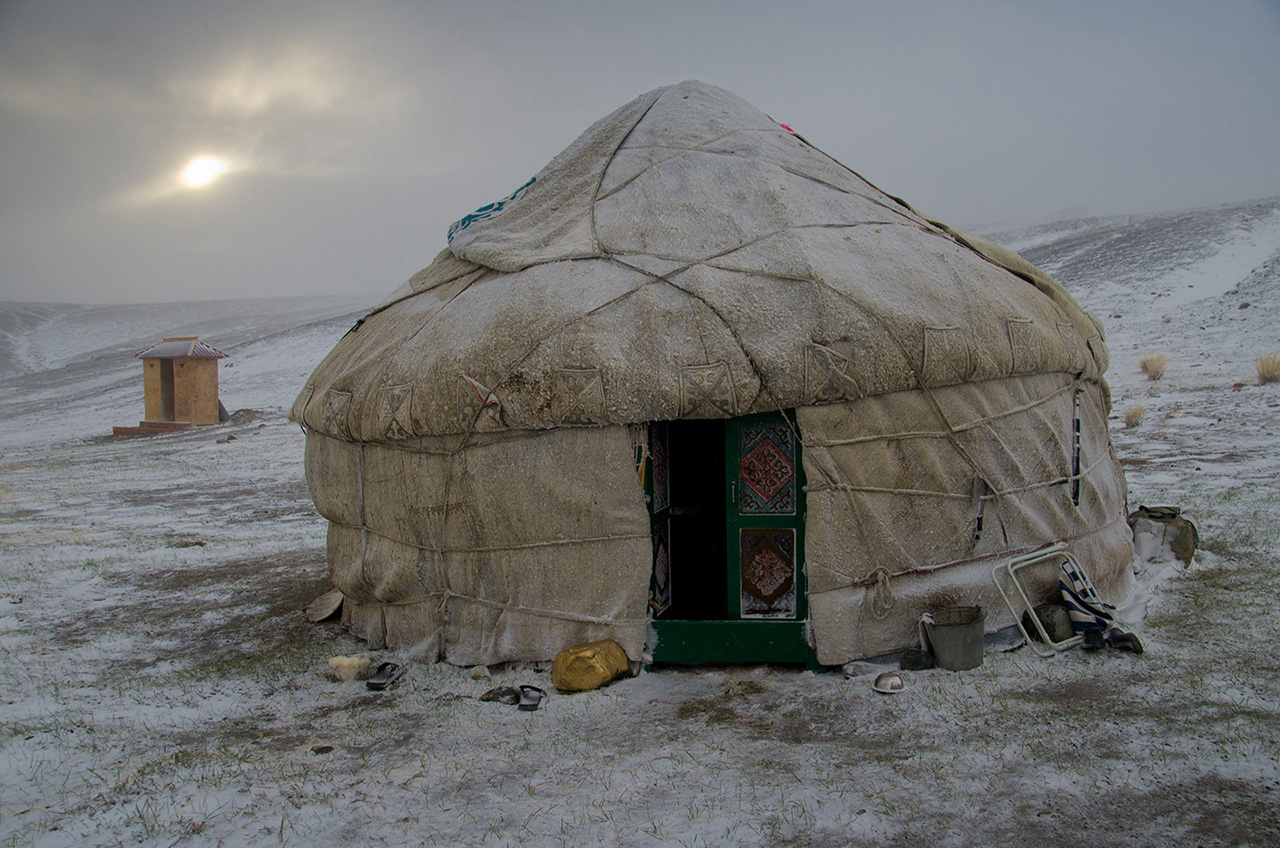
Казахская юрта в горах Алтая
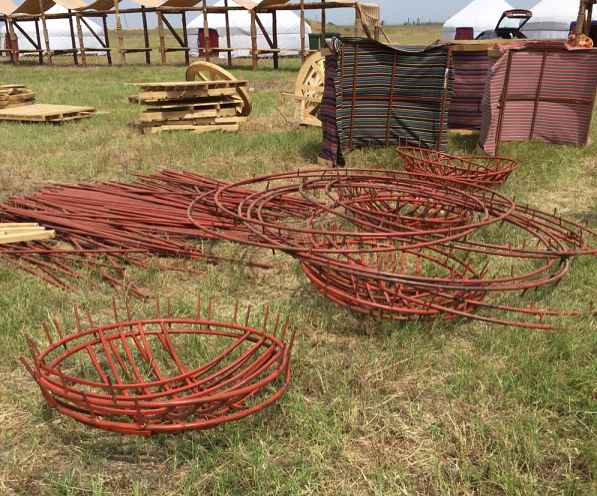
Современный каркас юрты из металла